# Dejan Čigoja
Dejan Čigoja (Lubiana, 27 settembre 1988) è un cestista sloveno.

## Palmarès
- Basketball Supercup Österreich: 1

Kapfenberg Bulls: 2020